# TRV$DJAM
TRV$DJAM fue un proyecto musical integrado por Travis Barker y Adam Goldstein, más conocido como «DJ AM».
Realizaron su primer concierto el 25 de junio de 2008 y dos meses más tarde lanzaron un DJ mix titulado Fix Your Face. El 18 de septiembre del mismo año, tras hacer una presentación en Columbia, Carolina del Sur, Barker y Goldstein abordaron el Learjet 60, que se estrelló mientras despegaba desde el Aeropuerto Metropolitano de Columbia. Cuatro de los seis tripulantes del avión murieron, mientras que los músicos fueron los únicos sobrevivientes.
En junio de 2009, lanzaron un segundo DJ mix titulado Fix Your Face Vol. 2 - Coachella '09, y dos meses más tarde el dúo llegó a su fin luego de la muerte de DJ AM el 28 de agosto en Nueva York.

## Discografía
Fuente: Discogs.
- 2008: Fix Your Face
- 2009: Fix Your Face Vol. 2 - Coachella '09